# Tanjung Durian (Buay Pemaca)
Tanjung Durian is een bestuurslaag in het regentschap Ogan Komering Ulu Selatan van de provincie Zuid-Sumatra, Indonesië. Tanjung Durian telt 2174 inwoners (volkstelling 2010).